# Vidarbha
Vidarbha es una región histórica del centro de la India, actualmente parte del estado de Majarastra.
Se encuentra en la parte oriental de Majarashtra. Limita con el estado de Madhia Pradesh (al norte), Chhattisgarh (al este) y Andhra Pradesh (al sur). Tiene una superficie de 97 400 km².
Se encuentra al sur de las montañas Vindhya.
En la actualidad la región es llamada Berar.
Está dividida en 11 distritos:
- Amravati
- Akola
- Bhandari
- Buldana
- Chandrapur
- Gadchiroli
- Gondi
- Nagpur (la ciudad principal)
- Wardha
- Washi y
- Yavatmal.

Los principales idiomas que se hablan son el maratí, el hindí, el komti, el gondí y el télugu.
Vidarbha tiene su propio equipo de críquet.
El nombre sánscrito vidarbha significa ‘sin darbha [hierba]’; eso podría indicar que la tierra era árida y sin hierbas, pero la ausencia de darbha se debe ―según el texto épico Majabhárata (del siglo III a. C.)― a que el hijo de un santo murió por un corte con el afilado borde de una hierba darbha.

## Menciones de Vidarbha en las Escrituras
Aparte de las diferencias culturales con el resto de Majarastra, Vidarbha fue una región reconocida en el pasado. Muchas escrituras la mencionan como la ubicación de:
- El matrimonio del sabio Agastia y Lopa Mudrá.
- En el Majabhárata, Rukmini era la princesa del reino de Vidarbha. El dios Krisná realizó el rukmini-jarán (rapto de Rukmini) y la convirtió en una de sus 16 108 esposas.
- En el Majabhárata se menciona también una ciudad mítica, capital de Vidarbha: Kundina Pura, Kundinapuri o Kaundinia Pur.
- Según el Majabhárata era el país de la reina Damaiantí, la esposa del rey Nala.[1]
- En el texto épico Ramaiana (del siglo III a. C.) se dice que Vidarbha era uno de los yana-padas en esa época.
- En el poema épico Meghadatta, de Kalidasa, se menciona que Vidarbha fue el lugar de destierro de los gandharva iaksás.

## Historia reciente
La región fue una plaza fuerte del Partido del Congreso y votó por Indira Gandhi incluso en 1977, cuando el partido sufrió su retroceso más fuerte. Pero a partir del 1985 ganó influencia en Bharatiya Janata Party y el Shiv Sena.
En Vidarbha hay un movimiento político para la formación de un nuevo estado de la unión. En el año 2000, 11 diputados electos de la región, 8 del Congreso y 3 del Partido Republicano, reiteraron al presidente Narayanan la demanda de un estado separado. Varios exministros y destacadas personalidades apoyaron la petición. El gobierno del Bharatiya Janata apoyaba entonces la creación de estados separados en Uttaranchal (Uttarakhand), Vananchal (Jharkhand), Vindhya Pradesh y Chhattisgarh, pero no a Vidharba. El estado de Vidharba ya se habría creado hace años cuando se produjo la reorganización de los Estados sobre bases lingüísticas pero por razones políticas acabó incorporado al estado de Majarashtra.
El primer ministro Manohar Joshi no era partidario del desmembramiento de Maharashtra y la cuestión no se pudo plantear hasta que él perdió el poder en 1999. El hombre fuerte de Maharashtra, Vilasrao Dadoji Deshmukh, primer ministro del estado desde el 1999 (con un breve paréntesis entre 2003 a 2004), apoyó la creación de Vidharba por respeto a los sentimientos populares, así como también lo hizo con Chhattisgarh, Vananchal (se creó en Jharkhand) y Uttarakhand.